# Veltsi
Veltsi – wieś w Estonii, w prowincji Virumaa Zachodnia, w gminie Rakvere.